# 48 praw władzy
48 praw władzy (ang. The 48 Laws of Power) – bestseller amerykańskiego autora Roberta Greene’a wydany w 1998 roku, który do 2011 sprzedał się w Stanach Zjednoczonych w nakładzie miliona dwustu tysięcy egzemplarzy. 48 praw władzy, zbliżone tematycznie do Księcia Niccolò Machiavellego, porównywano do klasycznego traktatu Sztuka wojenna Sun Zi. Książkę przetłumaczono na przeszło dwadzieścia języków.

## Źródła i inspiracje
Greene poprzez anegdoty o postaciach historycznych, jak Ludwik XIV, Talleyrand, Otto von Bismarck, Katarzyna Wielka, Mao Zedong, Haile Selassie i różnych mistrzach oszustwa, pokazuje zastosowanie 48 praw władzy w rzeczywistych sytuacjach. Nowoczesna teoria Greene’a została zainspirowana dziełami Baltasara Graciana i Niccolò Machiavellego. Greene stosuje podejście amoralne, naśladując język Machiavellego, pozostawiając czytelnikowi rozważenie etycznej strony używania praw.

## Prawa
- Prawo 1 Nigdy nie przyćmiewaj Mistrza!
- Prawo 2 Nigdy nie ufaj zbytnio przyjaciołom, naucz się używać wrogów
- Prawo 3 Zachowaj w tajemnicy twoje intencje
- Prawo 4 Zawsze mów mniej niż potrzeba
- Prawo 5 Tak wiele zależy od reputacji. Strzeż jej za wszelką cenę
- Prawo 6 Za wszelką cenę zwracaj na siebie uwagę
- Prawo 7 Spraw, żeby inni pracowali za ciebie, ale to ty zbierz laury
- Prawo 8 Spraw, by inni do ciebie przychodzili, użyj zaczepki, jeśli trzeba
- Prawo 9 Wygrywaj działaniem, nigdy przekonywaniem
- Prawo 10 Zaraźliwość: unikaj nieszczęśliwych i pechowców
- Prawo 11 Naucz się utrzymywać innych w zależności od ciebie
- Prawo 12 Stosuj wybiórczo uczciwość i hojność, żeby rozbroić swoją ofiarę
- Prawo 13 Kiedy prosisz o pomoc, odwołuj się do własnego interesu ludzi, nigdy nie licz na łaskę lub wdzięczność
- Prawo 14 Udawaj przyjaciela, pracuj jak szpieg
- Prawo 15 Kompletnie zniszcz swojego wroga
- Prawo 16 Stosuj nieobecność, żeby zyskać większy szacunek
- Prawo 17 Trzymaj innych w napięciu: kultywuj atmosferę nieprzewidywalności
- Prawo 18 Nie buduj fortec, żeby się schronić. Izolacja jest niebezpieczna
- Prawo 19 Wiedz, z kim masz do czynienia. Nie obraź niewłaściwej osoby
- Prawo 20 Nie wtrącaj się w niczyje sprawy
- Prawo 21 Udawaj naiwnego, żeby złapać naiwnego. Wydawaj się głupszy niż twoja ofiara
- Prawo 22 Stosuj taktykę pokonanego: przekształć słabość w siłę
- Prawo 23 Skoncentruj swoje siły
- Prawo 24 Zachowuj się jak idealny dworzanin
- Prawo 25 Twórz siebie na nowo
- Prawo 26 Miej czyste ręce
- Prawo 27 Graj na ludzkiej potrzebie wierzenia, by stworzyć oddanych ślepo naśladowców
- Prawo 28 Brawurowo przystępuj do działania
- Prawo 29 Zaplanuj wszystko aż do końca
- Prawo 30 Niech innym wydaje się, że twoje osiągnięcia przychodzą ci łatwo
- Prawo 31 Kontroluj możliwości wyboru: niech inni grają kartami, które ty rozdasz
- Prawo 32 Graj na ludzkich fantazjach
- Prawo 33 Odkryj piętę achillesową każdego człowieka
- Prawo 34 Miej własny królewski styl: działaj jak król, aby traktowano cię jak króla
- Prawo 35 Zostań mistrzem działania w odpowiednim czasie
- Prawo 36 Lekceważ rzeczy, których nie możesz mieć: ignorowanie ich to najlepsza zemsta
- Prawo 37 Twórz ciekawe spektakle
- Prawo 38 Myśl co chcesz, ale zachowuj się jak inni
- Prawo 39 Zmąć wodę, by złowić rybę
- Prawo 40 Gardź darmowym obiadem
- Prawo 41 Unikaj udawania kogoś wielkiego
- Prawo 42 Uderz pasterza, a owce się rozproszą
- Prawo 43 Pracuj nad sercami i umysłami innych
- Prawo 44 Rozbrajaj i rozwścieczaj za pomocą efektu lustra
- Prawo 45 Głoś potrzebę zmiany, ale nigdy nie reformuj zbyt wiele naraz
- Prawo 46 Nigdy nie wydawaj się doskonały
- Prawo 47 Nie przekraczaj celu, do jakiego dążyłeś; gdy zwyciężysz, wiedz gdzie się zatrzymać
- Prawo 48 Przyjmij bezkształtną formę

## Wydania polskie
- 48 praw władzy. Potęga władzy i manipulacji – wydanie 1: Jacek Santorski & Co., Warszawa 2005, tłumaczenie: Krzysztof Drozdowski, okładka miękka, 165 stron, format A5, oprawa miękka, ISBN 83-60207-11-9
- 48 praw władzy. Jak wykorzystać manipulację do osiągnięcia przewagi – wydanie 2: Jacek Santorski & Co., Warszawa 2009, tłumaczenie: Krzysztof Drozdowski, 158 stron, format 13,5 x 20,5 cm, oprawa miękka, ISBN 978-83-7554-103-8